# Луни, Томас
Томас Луни (англ. Thomas Luny; 20 мая 1759, Корнуолл — 30 сентября 1837, Тинмут, Девон) — британский художник-маринист.

## Биография
Родился в 1759 году в Корнуолле. В возрасте 11-ти лет оказался в Лондоне, где стал учеником второстепенного мариниста Фрэнсиса Холмана, у которого учился в 1770-х годах. В 1777 году, продолжая оставаться учеником Холмана, отправился в образовательное путешествие во Францию, а возможно и далее, потому что первая его самостоятельная работа, выставленная в Лондоне на выставке Общества художников Великобритании год спустя, изображала гавань острова Мадейра (согласно другому предположению, она была написана с гравюры).
Став самостоятельным художником, Луни в 1783 году обзавёлся собственной мастерской, располагавшейся в Лондоне поблизости от штаб-квартиры Британской Ост-Индской компании. Служащие компании, в том числе морские капитаны и сухопутные армейские офицеры, вскоре стали его основными заказчиками. Считается, что иногда Луни участвовал в дальних плаваниях — как на кораблях компании, так и на британских военных кораблях, однако сегодня мы не можем сказать с уверенностью, какие его работы созданы с натуры, а какие — на основе гравюр и рассказов. Тем не менее, многие его картины и рисунки, изображающие, в частности, морскую битву при Абукире, бомбардировку Алжира (1816), виды Неаполя, Гибралтара и даже Чарльстона (Южная Каролина) отличаются весьма высокой точностью.
Расцвет карьеры Луни пришёлся на период с 1780 по 1803 год, в этот период он держал мастерскую в Лондоне и регулярно выставлялся в Королевской академии.
В 1807 году Луни переехал в провинциальный портовый город Тинмут в графстве Девон. Считается, что он страдал артритом обоих рук, но это не помешало его работе.
Следующие 30 лет он работал в Девоне, создав за это время более 2200 рисунков и картин, всего же огромное, документально ценное, но несколько однообразное  творческое наследие художника превышает 3 000 произведений.
Скончался Томас Луни в 1837 году в Тинмуте, и был похоронен там же на кладбище приходской церкви Святого Джеймса, под одним надгробием со своим сводным братом — Джеймсом Уоллесом, капитаном Королевского флота, служившим когда-то под началом Нельсона.

## Галерея

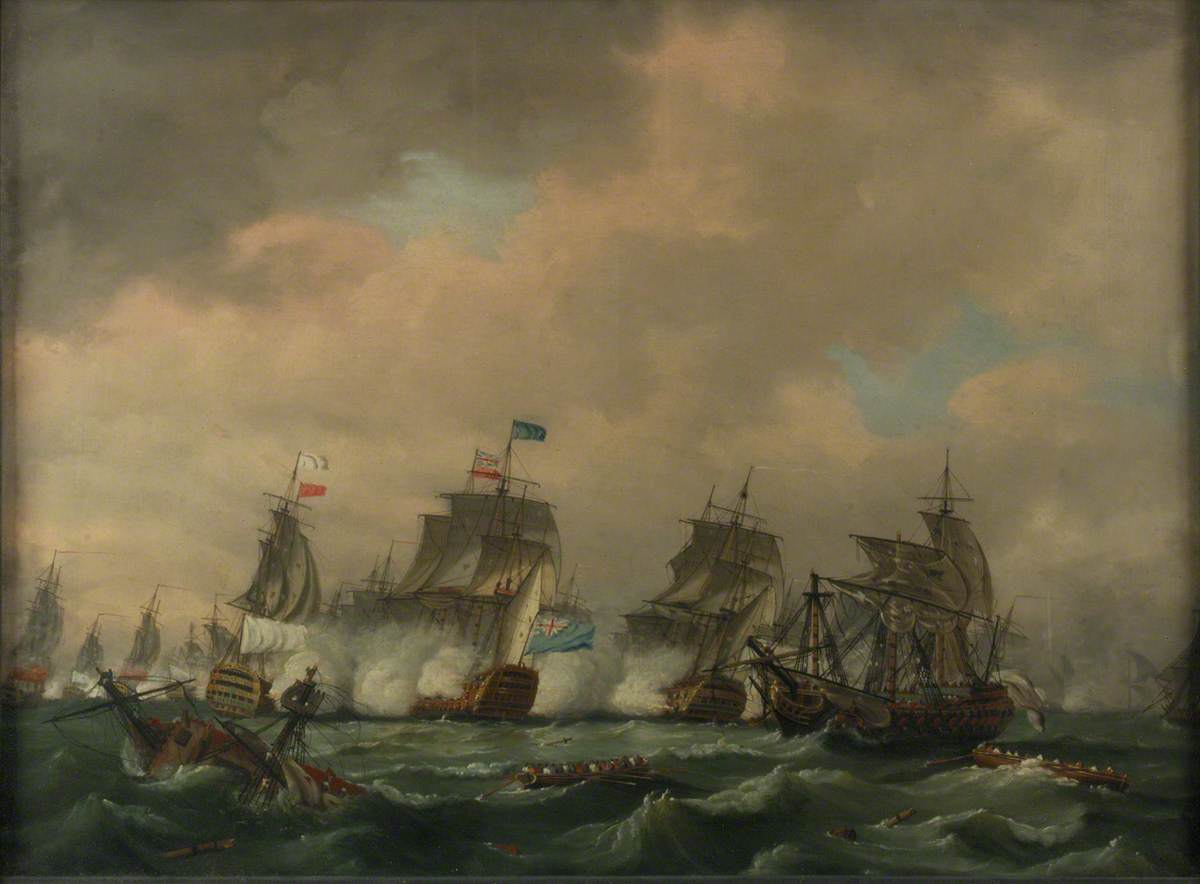
Сражение в бухте Киберон (1759).
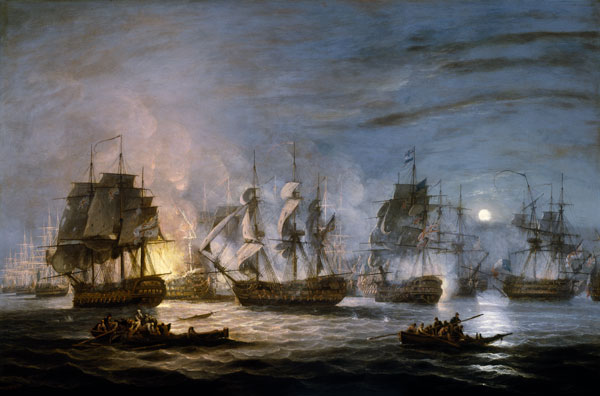
Битва при Абукире (1798).
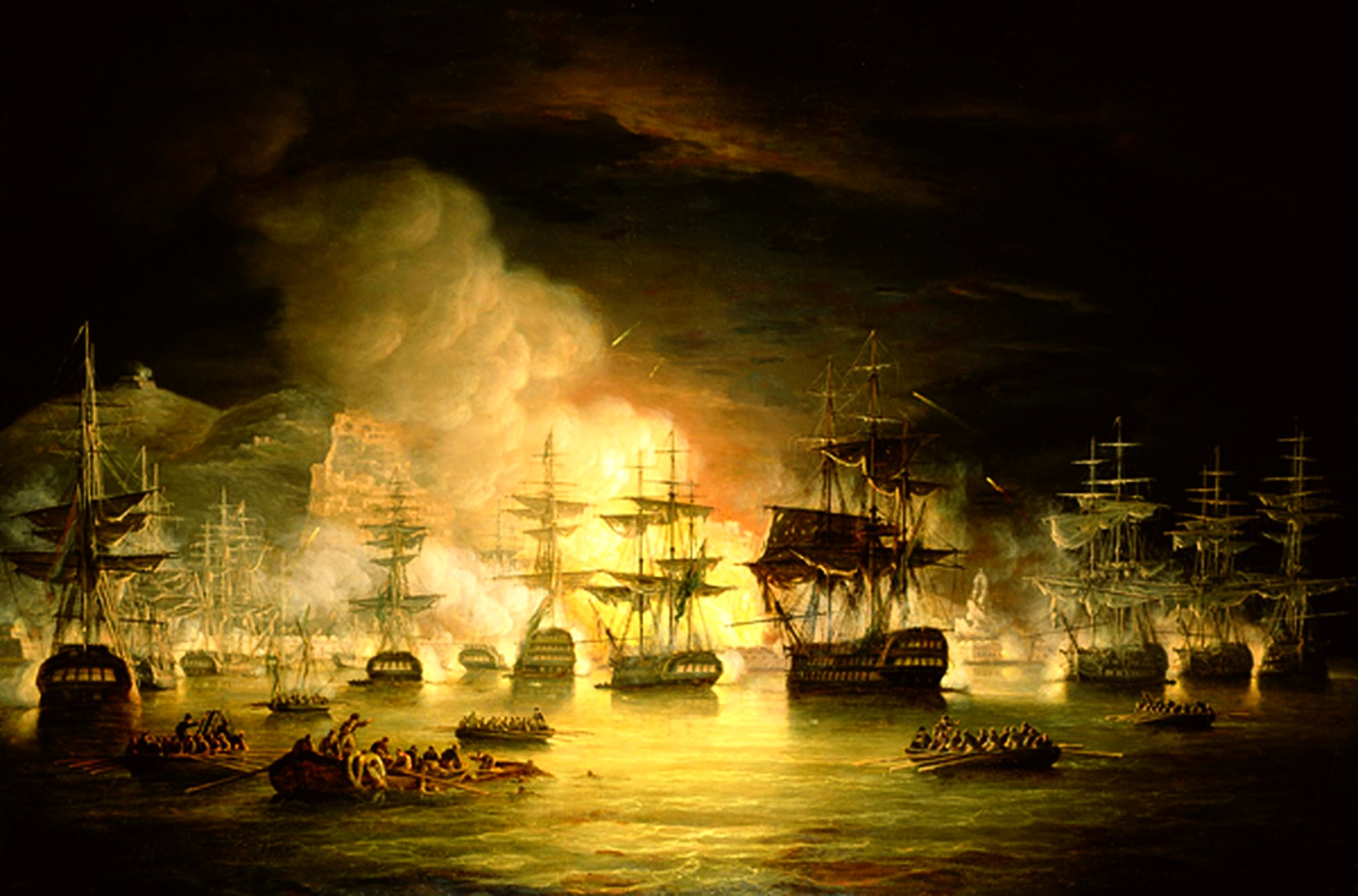
Бомбардировка Алжира (1816).
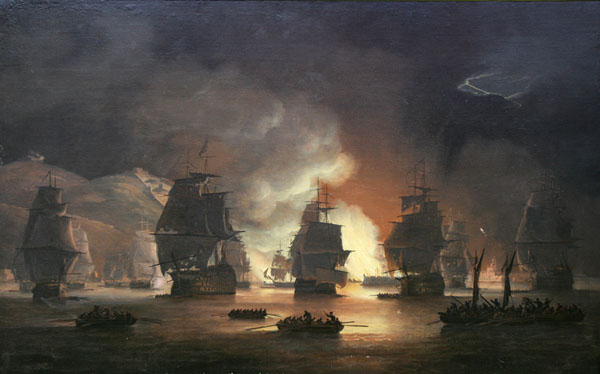
Британский флот лорда Эксмута покидает сожжённый Алжир.
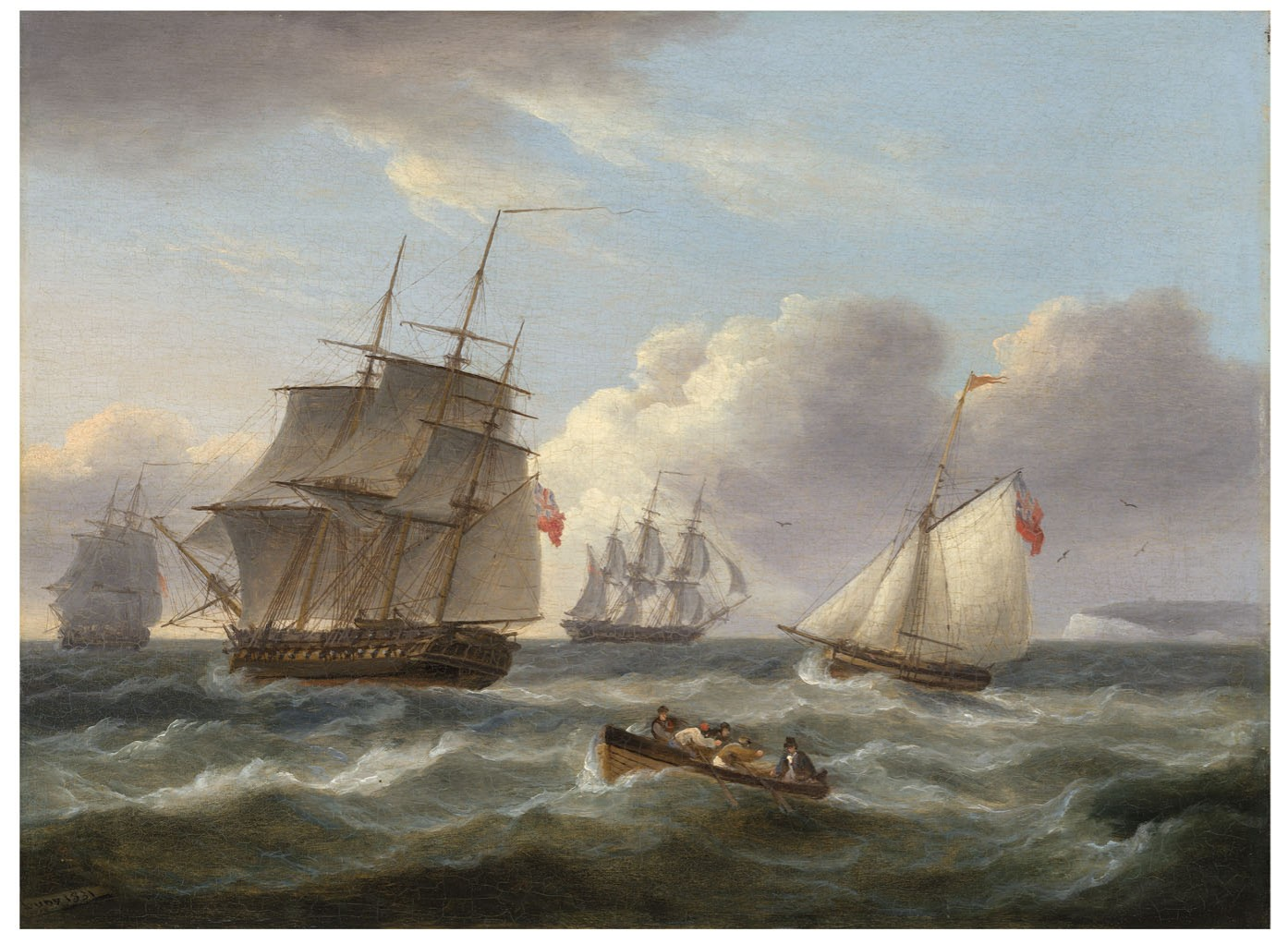
Корабли около мыса Саут-Форленд неподалёку от Дувра.
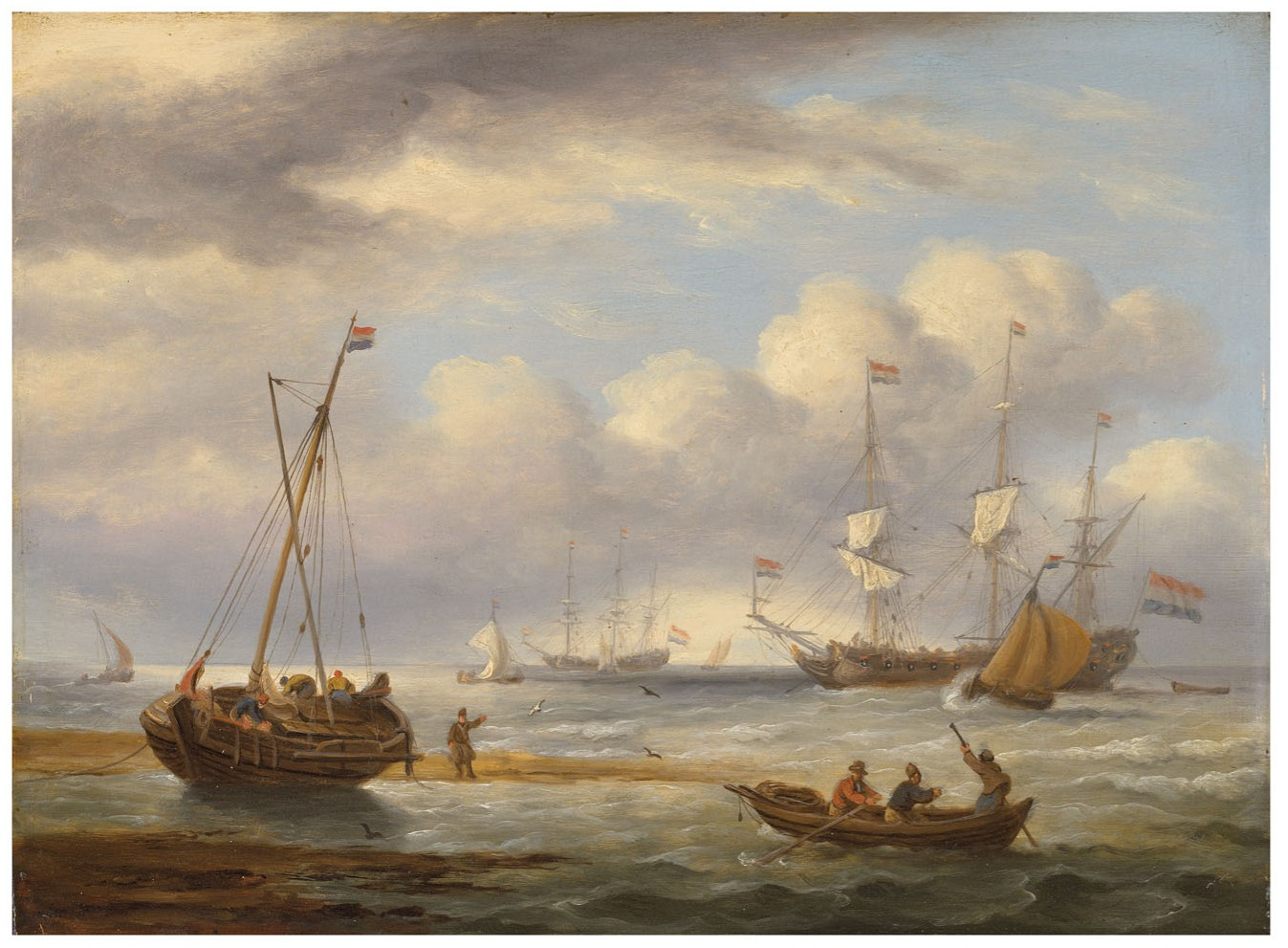
Рыбачьи шхуны в полосе прибоя.
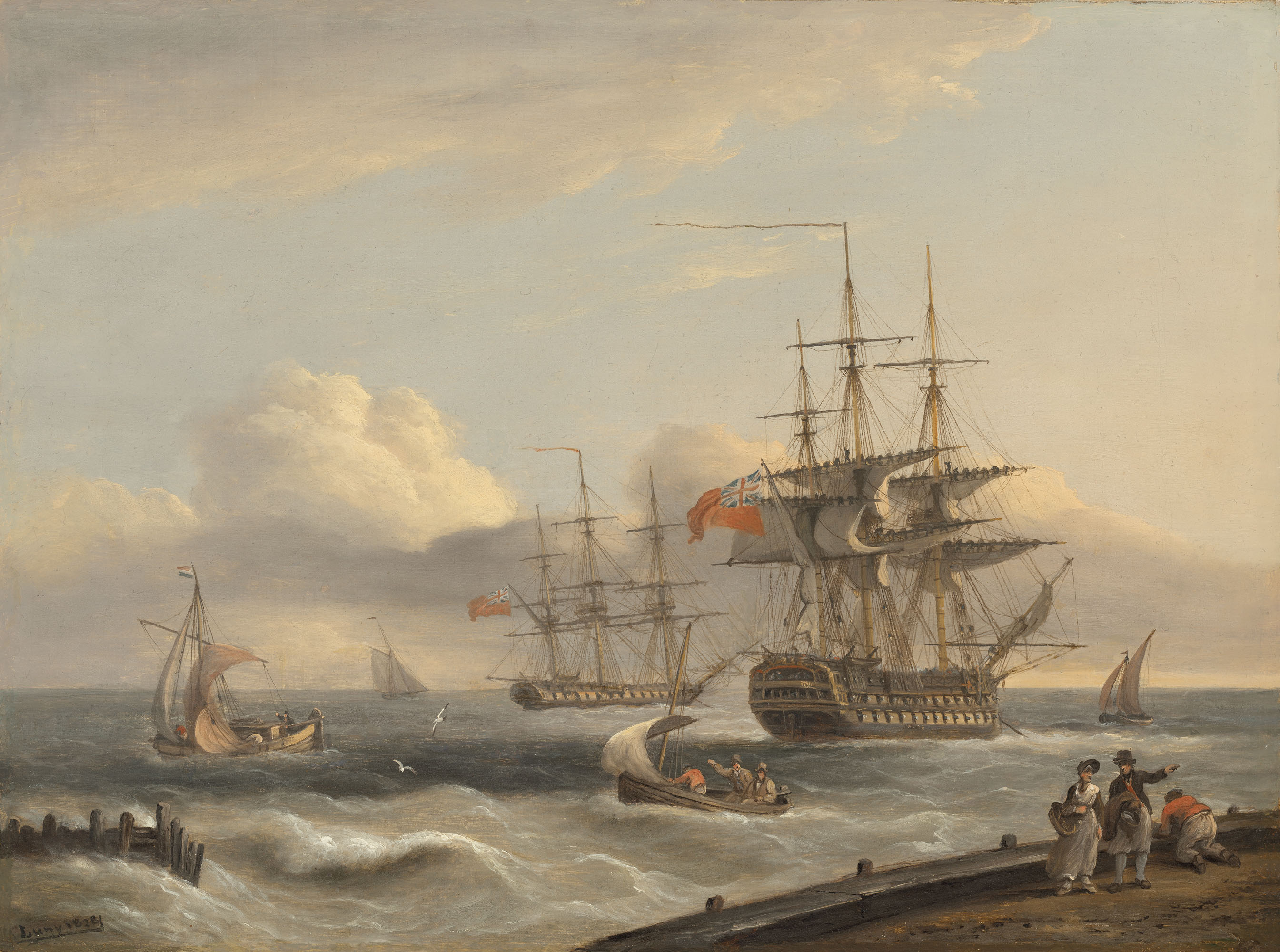
Линейный корабль и фрегат британского военно-морского флота снимаются с якорей.
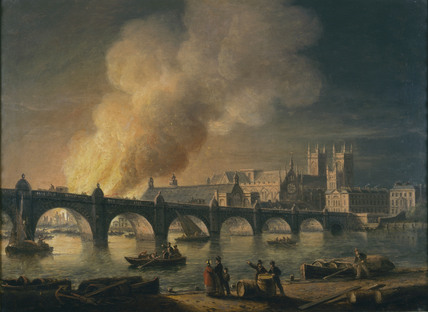
Вид на старый Вестминстерский мост и пожар в старом здании парламента в 1834 году из Ламбета.